# گوگل استادیا
اِستِیدیا (به انگلیسی: Stadia) سرویس اشتراکی بازی ابری بود که توسط گوگل راه اندازی و اداره می‌شد. این سرویس توانایی پخش آنلاین بازی‌های ویدئویی را تا وضوح ۴کی و با سرعت ۶۰ فریم بر ثانیه را داشت. استِیدیا در دستگاه‌های مختلف از جمله رایانه، تبلت، گوشی همراه و تلویزیون‌ها قابل استفاده می‌بود. این سرویس در رقابت با شبکه ابری پلی‌استیشن، سرویس بازی ابری جی‌فورس ناو متلق به انویدیا، آمازون لونا، و سرویس ابری بازی‌های اکس‌باکس از مایکروسافت بود.

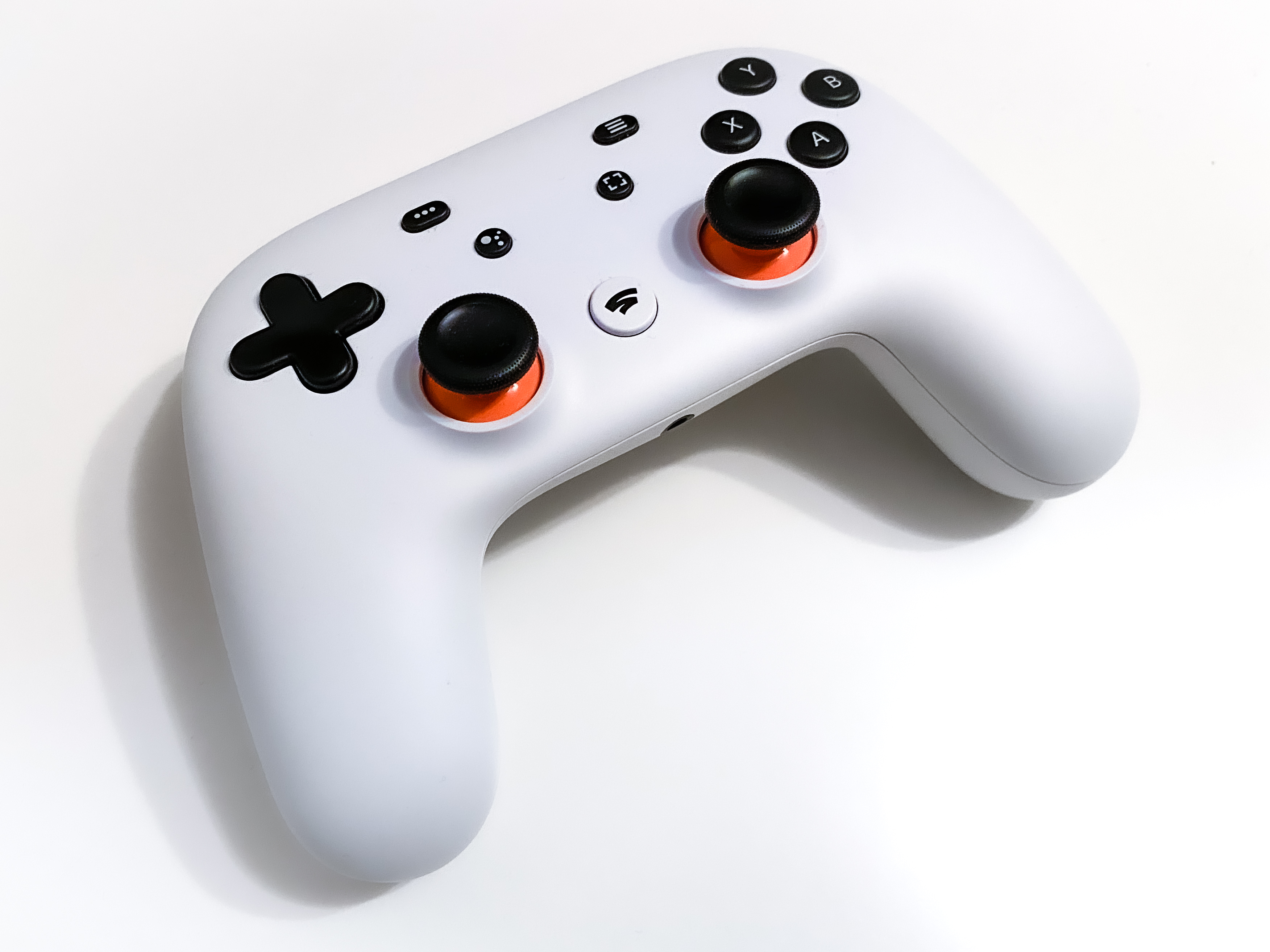
دستهٔ گوگل استادیا

اتصال استِیدیا در رایانه از طریق مرورگر کروم نیز ممکن است. نسخه ابتدایی این سرویس با نام «پراجکت استریم» اجرا و آزمایش شد.
گوگل برای سرویس استِیدیا دستهٔ بازی یا کنترلر انحصاری طراحی کرده‌است. استفاده از سرویس استِیدیا برای رایانه بدون دستهٔ بازی نیز ممکن است. در صورت نبود کنترلر می‌توان از ماوس و صفحه کلید استفاده کرد. اگرچه برای بازی کردن از طریق تلویزیون کنترلر استِیدیا لازم خواهد بود. این دسته دارای دکمه‌هایی برای دسترسی به دستیار گوگل و پخش زنده بازی است.
هدف نهایی این سرویس، این است که کاربران بتوانند در هرجایی و با هر دستگاهی توانایی اجرای سنگین‌ترین بازی‌ها را به صورت آنلاین و با اتکا به قدرت گرافیکی و پردازشی سرورها انجام دهند.

## پیش‌زمینه
گوگل پروژه استادیا را برای رقابت با پلی‌استیشن متعلق به شرکت سونی و سرویس ابری بازی‌های اکس‌باکس متعلق به شرکت مایکروسافت، کلید زد. اصل اساسی در استریمینگ بازی در استادیا، افزایش بیشینه سرعت و کاهش بیشینه تأخیر است. براین اساس دسته انحصاری نیز به‌طور مستقیم از طریق اینترنت به سرورهای گوگل متصل خواهد شد.

## تعطیل شدن
سرویس استریم استادیا در ۱۸ ژانویه ۲۰۲۳ رسماً سرورهای خود را خاموش کرد و به کار خود پایان داد.